# Evangelisch-reformierte Kirche Lingen

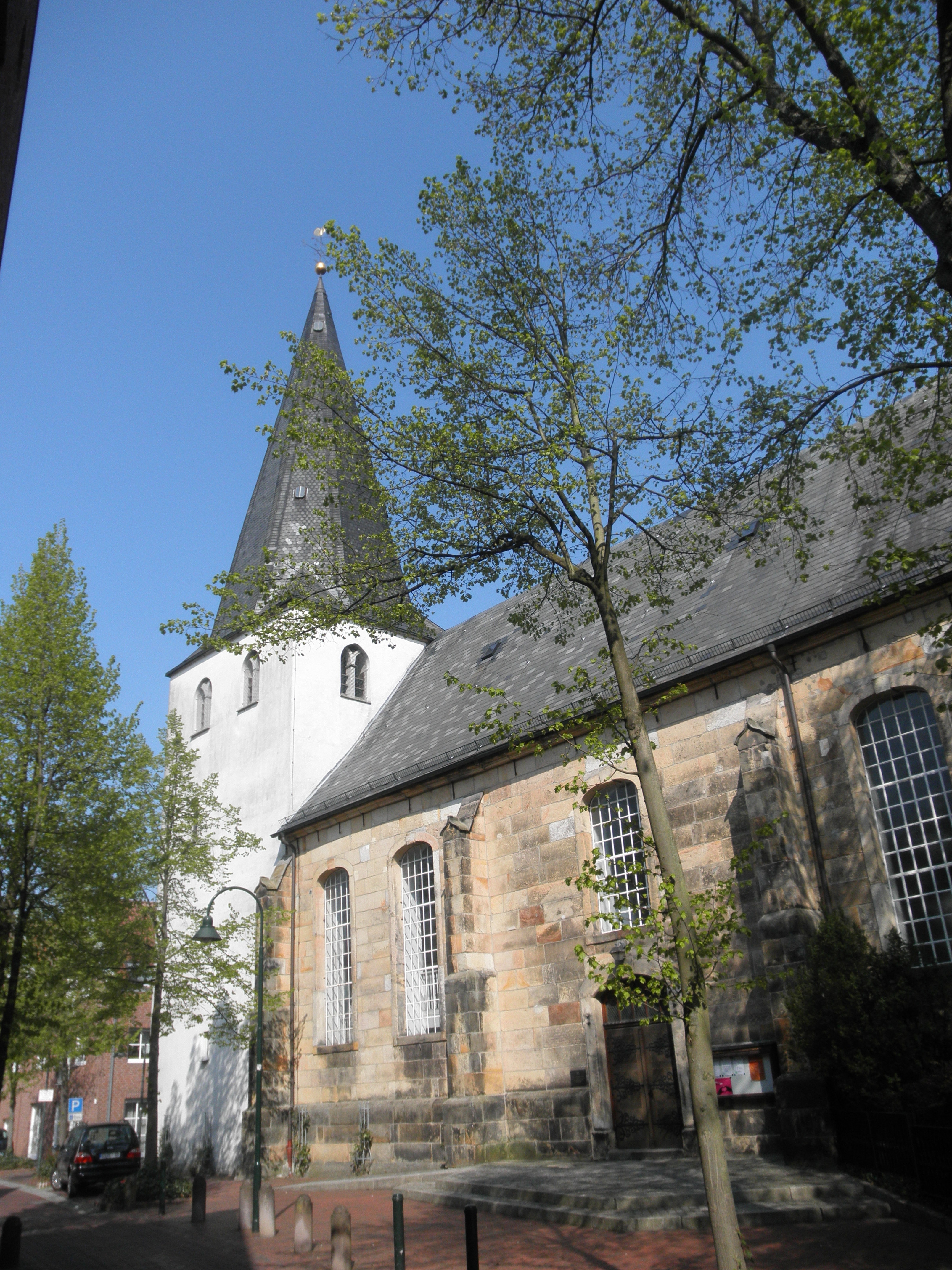
Evangelisch-reformierte Kirche Lingen

Die denkmalgeschützte evangelisch-reformierte Kirche Lingen steht in Lingen (Ems), einer Stadt im Landkreis Emsland von Niedersachsen. Die Kirchengemeinde gehört zum Synodalverband Emsland/Osnabrück der evangelisch-reformierten Kirche.

## Beschreibung
Belegt ist, dass Konrad von Tecklenburg-Schwerin, der das Kirchenpatronat innehatte, 1544 die Pfarrkirche auf dem Marktplatz abbrechen ließ und das St.-Walburgis-Patrozinium auf die an der Stadtmauer gelegene Saalkirche übertrug. Der Kirchturm dieser Kirche stammte aus der ersten Hälfte des 13. Jahrhunderts. Das Langhaus aus Holzfachwerk wurde mehrfach erneuert. In den Jahren 1628/29 wurde der Chor aus Sandstein mit dreiseitigem Schluss und dreiteiligen Maßwerkfenstern angebaut. Das Langhaus hatte sich im Laufe der Jahre derart verschlechtert, dass es 1748 abgebrochen werden musste, was der König von Preußen genehmigte. 1770–72 wurde es in drei Achsen neu gebaut. Es wird durch Strebepfeiler mit einem Portal auf der Südseite gegliedert. Die Südwand des Turms schließt bündig mit der Langhauswand. 
Der Innenraum wird von einem flachen Spiegelgewölbe überspannt. Der Chor ist vom Langhaus durch einen auf Halbsäulen ruhenden rundbogigen Triumphbogen getrennt. Im oberen Geschoss des Turms sind spitzbogige Biforien als Klangarkaden. Der Helm des Turms besteht aus einem spitzen achtseitigen Zeltdach. 
Die Kirchenausstattung stammt aus der Bauzeit. Die erste Orgel wurde 1690 von einem unbekannten Orgelbauer gebaut. Sie wurde 1789 von Eberhard Berner und 1928 von den Gebrüdern Rohlfing umgebaut. 1961 wurde sie von Gustav Steinmann und 2000 von Rietsch restauriert. Die Orgel hat 22 Register, zwei Manuale und ein Pedal.